# IC 830
IC 830 је спирална галаксија у сазвјежђу Велики медвјед која се налази на листи објеката дубоког неба у Индекс каталогу.
Деклинација објекта је + 53° 41' 45" а ректасцензија 12h 51m 16,4s. Привидна величина (магнитуда) објекта IC 830 износи 13,6 а фотографска магнитуда 14,4. IC 830 је још познат и под ознакама UGC 8003, MCG 9-21-55, CGCG 270-28, PGC 43533.